# Erdmann Werner Böhme
Alfred Erdmann Werner Böhme (* 8. Dezember 1906 in Salzwedel; † 5. Oktober 1992 in Wachtberg) war ein deutscher Verkehrs- und Musikwissenschaftler.

## Leben
Als Sohn eines Postinspektors geboren, besuchte Böhme die Gymnasien in Altenburg und Eisenberg. Er studierte Zeitungswissenschaft, Germanistik, Geschichte und Musikwissenschaft in Freiburg im Breisgau. Während seines Studiums wurde er 1926 Mitglied der Burschenschaft Teutonia Freiburg. In Greifswald wurde er 1931 zum Dr. phil. promoviert.
Er arbeitete als Hilfsassistent am Musikwissenschaftlichen Institut der Universität Greifswald und wurde Leiter der Fachabteilung für Thüringische Musikgeschichte bei der Landesstelle für Heimatschutz und Denkmalpflege in Weimar. Bis 1933 war er Korrespondierendes Mitglied der Pariser Société de la Musicologie de la France. 1933 holte ihn sein Bundesbruder Robert Allmers nach Berlin, wo er in der Presseabteilung des Reichsverbandes der Automobilindustrie arbeitete und dort die Fachbücherei und das Pressearchiv aufbaute. Er beantragte am 5. Juni 1937 die Aufnahme in die NSDAP und wurde rückwirkend zum 1. Mai desselben Jahres aufgenommen (Mitgliedsnummer 4.578.642). Im Zweiten Weltkrieg diente er als Offizier bei der Flugabwehr, wofür er viele Auszeichnungen erhielt.
Nach 1945 arbeitete er als Musikschriftsteller und Dirigent des Lüneburger Symphonieorchesters, dessen Ehrenvorsitzender er später wurde. Er spielte Trompete und Orgel. 1947 wurde er Musik- und Kulturreferent beim Hamburger Echo. Nebenbei war er im Deutschen Musikverband als Bezirksleiter für Niedersachsen tätig sowie Generalsekretär der Gewerkschaft Kunst im Deutschen Gewerkschaftsbund. Von 1952 bis 1958 war er Pressechef und Geschäftsführer der Bundesverkehrswacht in Bonn und Herausgeber des Pressedienstes des Bundesverkehrsministeriums. 1960 bis 1961 war er Schrifttumsreferent der Bundesanstalt für Landeskunde und Raumforschung in Bad Godesberg. Von 1962 bis 1972 war er im Rang eines Major der Reserve als Dezernent für Militärisches Zeitschriftenwesen im Bundeswehramt Bonn-Bad Godesberg tätig.
Seit 1956 war er als musikalischer Berater beim Allgemeinen Deutschen Kommersbuch tätig. Er war Erster Vorsitzender des Vereins zur Pflege und Erforschung thüringischer Musik und Mitglied der Deutschen Gesellschaft für Musikwissenschaft.
1992 starb er im Wachtberger Ortsteil Niederbachem.

## Ehrungen
- Bundesverdienstkreuz am Bande für die Musikpflege im Allgemeinen und die Pflege des studentischen Liedgutes im Speziellen
- Silberne Ehrenplakette der Christopherus-Stiftung

## Veröffentlichungen (Auswahl)
- Die frühdeutsche Oper in Altenburg. (=Jahrbuch der Vereinigung der Theaterfreunde für Altenburg. Jahrgang 1930) Altenburg 1930.
- Die frühdeutsche Oper in Thüringen. Dissertation Universität Greifswald, Stadtroda 1931.
- Von Altenburger Musikern des 16. Jahrhunderts. Altenburg 1932.
- Altenburger Musikleben vor 100 Jahren. Altenburg 1932.
- Mozart in der schönen Literatur. Greifswald, Bamberg 1932.
- Die Entwicklung der Flakartillerie. Geschichtliche Daten. 1942.
- Materialien über 150 Lüneburger Musiker-Namen (1532–1864), nach Akten aus dem Stadtarchiv Lüneburg aufgezeichnet. Lüneburg 1950.
- Geheimrat Dr. Robert Allmers 1872–1951. Historische Kommission für Niedersachsen, Hannover 1969.
- Dr. Siegfried Emmo Eulen: Gründer des Volksbundes Deutsche Kriegsgräberfürsorge. Hildesheim 1969.
- Allgemeines deutsches Kommersbuch. 159. Auflage, Lahr 1976.
- Zusammen mit Uwe Anhäuser: Der Rhein von Mainz bis Emmerich. Polyglott-Reiseführer, 614. München 1995.